# 우이도 최치원유적
우이도 최치원유적은 전라남도 신안군 도초면 우이도리에 있다. 2000년 1월 31일 신안군의 향토유적 제21호로 지정되었다.

## 개요
중국 유학길에 올랐던 최치원이 비금도에 들렀음을 확인할 수 있는 유적이다.